# Advances in Group Theory and Applications
Advances in Group Theory and Applications (AGTA) es una revista de investigación de acceso abierto y revisada por pares en matemáticas, específicamente en teoría de grupos. Fue fundada en 2015 por el consejo de la asociación sin fines de lucro AGTA - Avances en Teoría y Aplicaciones de Grupos, y es publicada por Aracne.
La revista se compone de tres secciones. La principal contiene artículos de investigación matemática, mientras que las otras dos secciones están dedicadas respectivamente a artículos históricos y problemas abiertos.
La revista se publica como una revista diamante de acceso abierto, lo que significa que el contenido está inmediatamente disponible de forma gratuita para los lectores y los autores no tienen que pagar ninguna tarifa de publicación. 
La revista está resumida e indexada por Mathematical Reviews  y Zentralblatt MATH. 

## Patrocinio del Premio Reinhold Baer
La revista comenzó a copatrocinar el Premio Reinhold Baer en 2017. 